# Alan Henderson
Alan Lybrooks Henderson (Indianapolis, 2 dicembre 1972) è un ex cestista statunitense, professionista nella NBA.

## Carriera
È stato selezionato dagli Atlanta Hawks al primo giro del Draft NBA 1995 (16ª scelta assoluta).

## Statistiche

### College
| Anno      | Squadra          | PG  | PT  | MP   | TC%  | 3P%  | TL%  | RP   | AP  | PRP | SP  | PP   |
| --------- | ---------------- | --- | --- | ---- | ---- | ---- | ---- | ---- | --- | --- | --- | ---- |
| 1991-1992 | Indiana Hoosiers | 33  | 26  | 23,7 | 50,8 | 25,0 | 66,1 | 7,2  | 0,5 | 1,0 | 1,5 | 11,6 |
| 1992-1993 | Indiana Hoosiers | 30  | 25  | 24,6 | 48,7 | 16,7 | 63,7 | 8,1  | 0,9 | 1,2 | 1,4 | 11,1 |
| 1993-1994 | Indiana Hoosiers | 30  | 29  | 32,8 | 53,1 | 33,3 | 65,7 | 10,3 | 1,2 | 1,3 | 1,9 | 17,8 |
| 1994-1995 | Indiana Hoosiers | 31  | 30  | 35,3 | 59,7 | 20,0 | 63,3 | 9,7  | 1,7 | 1,4 | 2,1 | 23,5 |
| Carriera  | Carriera         | 124 | 110 | 29,0 | 54,0 | 23,1 | 64,6 | 8,8  | 1,1 | 1,2 | 1,7 | 16,0 |

### NBA

#### Regular Season
| Anno      | Squadra             | PG  | PT  | MP   | TC%  | 3P%  | TL%  | RP  | AP  | PRP | SP  | PP   |
| --------- | ------------------- | --- | --- | ---- | ---- | ---- | ---- | --- | --- | --- | --- | ---- |
| 1995-1996 | Atlanta Hawks       | 79  | 4   | 17,9 | 44,2 | 0,0  | 59,5 | 4,5 | 0,6 | 0,6 | 0,5 | 6,4  |
| 1996-1997 | Atlanta Hawks       | 30  | 0   | 16,7 | 47,5 | -    | 60,0 | 3,9 | 0,8 | 0,7 | 0,2 | 6,6  |
| 1997-1998 | Atlanta Hawks       | 69  | 33  | 29,0 | 48,5 | 50,0 | 65,2 | 6,4 | 1,1 | 0,6 | 0,5 | 14,3 |
| 1998-1999 | Atlanta Hawks       | 38  | 37  | 30,1 | 44,2 | 0,0  | 67,1 | 6,6 | 0,7 | 0,9 | 0,5 | 12,5 |
| 1999-2000 | Atlanta Hawks       | 82  | 82  | 33,8 | 46,1 | 10,0 | 67,1 | 7,0 | 0,9 | 1,0 | 0,7 | 13,2 |
| 2000-2001 | Atlanta Hawks       | 73  | 42  | 24,8 | 44,4 | 0,0  | 63,8 | 5,6 | 0,7 | 0,7 | 0,4 | 10,5 |
| 2001-2002 | Atlanta Hawks       | 26  | 1   | 16,2 | 50,9 | 100  | 53,3 | 3,7 | 0,4 | 0,4 | 0,6 | 5,5  |
| 2002-2003 | Atlanta Hawks       | 82  | 3   | 18,2 | 46,8 | 0,0  | 63,8 | 4,9 | 0,5 | 0,4 | 0,4 | 4,8  |
| 2003-2004 | Atlanta Hawks       | 6   | 0   | 11,3 | 47,6 | -    | 66,7 | 3,5 | 0,3 | 0,2 | 0,3 | 4,0  |
| 2004-2005 | Dallas Mavericks    | 78  | 10  | 15,4 | 52,7 | 0,0  | 53,9 | 4,5 | 0,3 | 0,4 | 0,5 | 3,5  |
| 2005-2006 | Cleveland Cavaliers | 51  | 3   | 10,4 | 51,6 | -    | 67,3 | 2,7 | 0,2 | 0,2 | 0,2 | 2,5  |
| 2006-2007 | Philadelphia 76ers  | 38  | 5   | 11,0 | 64,2 | -    | 70,2 | 2,8 | 0,3 | 0,2 | 0,3 | 3,1  |
| Carriera  | Carriera            | 652 | 220 | 21,1 | 46,9 | 19,2 | 63,9 | 5,0 | 0,6 | 0,6 | 0,5 | 7,8  |

#### Playoffs
| Anno     | Squadra             | PG | PT | MP   | TC%  | 3P% | TL%  | RP  | AP  | PRP | SP  | PP   |
| -------- | ------------------- | -- | -- | ---- | ---- | --- | ---- | --- | --- | --- | --- | ---- |
| 1996     | Atlanta Hawks       | 10 | 0  | 14,5 | 57,5 | -   | 70,0 | 2,7 | 0,7 | 0,1 | 0,4 | 5,3  |
| 1997     | Atlanta Hawks       | 10 | 0  | 13,6 | 55,9 | -   | 76,9 | 3,3 | 0,0 | 0,1 | 0,3 | 5,8  |
| 1998     | Atlanta Hawks       | 4  | 4  | 31,5 | 52,6 | 0,0 | 61,1 | 5,5 | 1,0 | 0,8 | 0,3 | 12,8 |
| 1999     | Atlanta Hawks       | 1  | 0  | 4,0  | -    | -   | -    | 0,0 | 0,0 | 0,0 | 0,0 | 0,0  |
| 2005     | Dallas Mavericks    | 9  | 0  | 10,2 | 57,1 | -   | 100  | 1,9 | 0,0 | 0,2 | 0,2 | 2,0  |
| 2006     | Cleveland Cavaliers | 2  | 0  | 4,5  | 0,0  | -   | -    | 1,0 | 0,0 | 0,0 | 0,0 | 0,0  |
| Carriera | Carriera            | 36 | 4  | 14,2 | 54,7 | 0,0 | 71,4 | 2,8 | 0,3 | 0,2 | 0,3 | 5,0  |

## Palmarès
- McDonald's All-American Game (1991)
- NBA Most Improved Player (1998)